# Tramways de Sologne
Les Tramways de Sologne forment un réseau de transports en commun français créé au début du XXe siècle. Exploité par la compagnie des tramways du Loiret et la compagnie des tramways de Loir-et-Cher, il s'étend principalement sur le territoire du département du Loiret et comprend des extensions vers les départements voisins de Loir-et-Cher et du Cher.

## Histoire

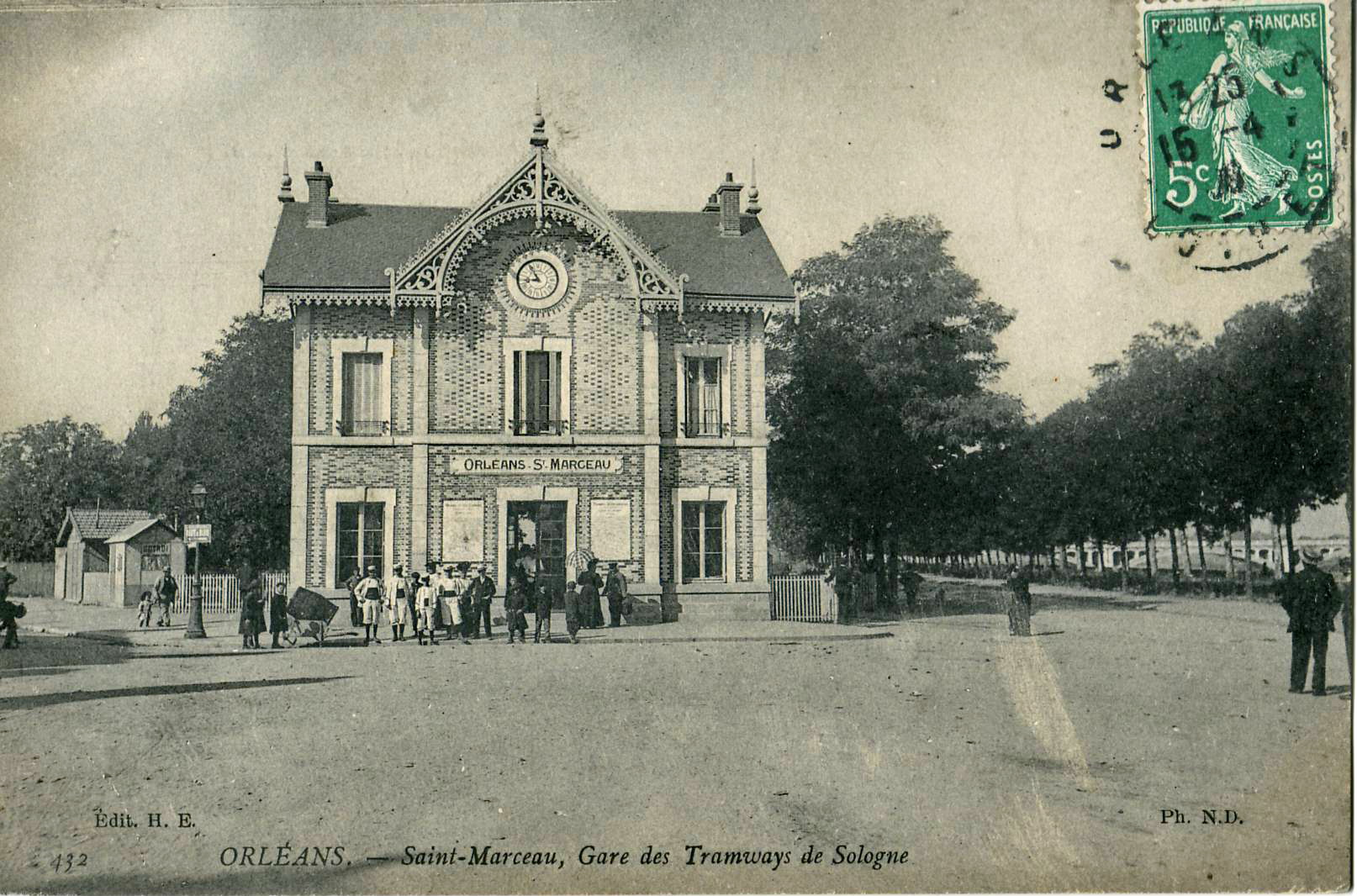
La gare d'Orléans - Saint-Marceau

La déclaration d'utilité publique concernant le réseau est émise le 14 mars 1903.
Les premières lignes sont ouvertes en 1905, elles ont pour origine Orléans. L'une, de 49 km, relie la préfecture du Loiret à Neung-sur-Beuvron, l'autre, de 47 km, rejoint Isdes. Sur la ligne Orléans-Isdes, une antenne de 7 km permet de rejoindre Châteauneuf-sur-Loire depuis Tigy.
En 1906, la ligne Orléans-Neung est reliée à Romorantin, grâce à une extension de 30 km du réseau des tramways de Loir-et-Cher. En 1907, la gare des tramways d'Orléans est reliée au centre-ville grâce à une antenne de 1 km. En 1908, la ligne Orléans-Isdes est prolongée sur 22 km jusqu'à Brinon-sur-Sauldre.
En 1932, le réseau transporte 165 350 voyageurs et 60 398 tonnes de marchandises.
Ce tramway exista jusqu'à la période de développement de l'automobile en 1934,. Il n'en reste quasiment aucune trace à l'exception de la passerelle du Rio (appelée aussi pont du tramway sur les cartes IGN ou passerelle de service sur les panneaux routiers), longue de 151 m, franchissant un bras mort de la Loire entre Châteauneuf-sur-Loire et Sigloy et qui a été, jusqu'à une date récente, occasionnellement ouverte à la circulation automobile en alterné pour les véhicules de moins de 1,70 m de large lors d'épisodes de crue, comme au printemps 1983. A Cléry-Saint André, le "terrain de la Gare", d'où les lignes partaient d'une part vers Blois (jonction avec les tramways du Loir-et-Cher) et d'autre part vers Jouy-le-Potier, a été rebaptisé "Place de Gaulle". Le hangar servant pour les réparations est longtemps resté le seul vestige des installations.

## Géographie

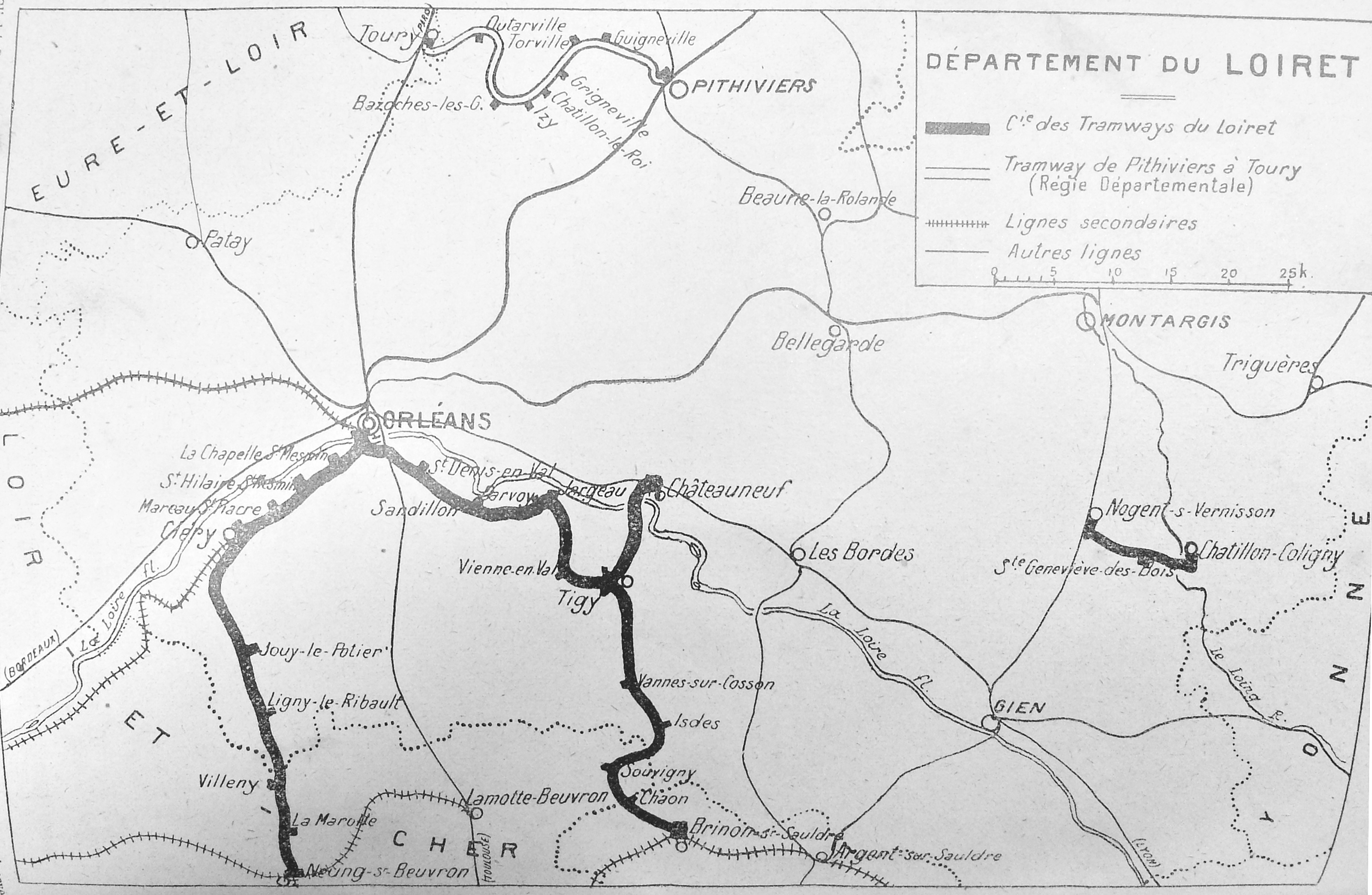
Le plan du réseau de chemin de fer secondaire du Loiret en 1928

Le réseau dessert une vingtaine de gares sur 156 km et emprunte le territoire de trois départements dans les régions naturelles de Sologne et du val de Loire : 93 km sont situés dans le Loiret, 54 km dans le Loir-et-Cher et 9 km dans le Cher,.
La ligne principale débute dans le nord du Cher à Brinon-sur-Sauldre franchit le canal de la Sauldre et le Beuvron et rejoint au nord-ouest le département de Loir-et-Cher dans les communes de Chaon puis de Souvigny-en-Sologne. Elle oblique ensuite vers le nord-est et entre sur le territoire du Loiret à Isdes, puis, elle poursuit sa trajectoire vers le nord à Vannes-sur-Cosson et Tigy d'où une antenne rejoint Châteauneuf-sur-Loire. Elle quitte alors la Sologne pour pénétrer dans le val de Loire au niveau de Vienne-en-Val, Jargeau puis Sandillon.
En entrant dans Orléans, la ligne passe sous l'ancienne route nationale 20 à l'entrée du pont George-V par l'intermédiaire d'un tunnel. Une gare principale, la gare Saint-Marceau, est située au niveau de l'actuel Jardin des plantes d'Orléans.
La seconde partie de la ligne prend la direction du sud-ouest, franchit le Loiret puis rejoint vers Saint-Hilaire-Saint-Mesmin et Cléry-Saint-André puis réintègre la Sologne à Jouy-le-Potier puis Ligny-le-Ribault. Elle quitte le Loiret pour réemprunter le territoire du Loir-et-Cher à Villeny, La Marolle-en-Sologne, Neung-sur-Beuvron et son terminus Romorantin.
À Orléans, le pont Neuf fut utilisable dès 1905 afin de permettre aux tramways de ces deux lignes de traverser la Loire et de rejoindre le centre-ville. Au niveau du boulevard des Princes (actuel boulevard Jaurès) se situait le terminus. À sa proximité passaient la ligne 3 du tramway électrique d'Orléans ainsi que la ligne de tramway thermique en direction de Vendôme.

## Matériel
Le réseau est emprunté par des trains à vapeur dont les locomotives portaient les noms de Jeanne, Geneviève et Jargeau.